# George Frederick Bodley
Pour les articles homonymes, voir Bodley.
George Frederick Bodley (14 mars 1827-21 octobre 1907) est un architecte néo-gothique britannique. Il est l'élève de George Gilbert Scott et travaille en partenariat avec Thomas Garner (en) pendant une grande partie de sa carrière. Il est l'un des fondateurs de Watts & Co.

## Vie privée
Bodley est le plus jeune fils de William Hulme Bodley, d'Édimbourg, médecin à Hull Royal Infirmary, Hull, qui en 1838 se retire dans la ville natale de sa femme, Brighton, Sussex. Le frère aîné de George, le révérend WH Bodley, est un prédicateur catholique bien connu et professeur au St Mary's College, New Oscott, Birmingham.
Il épouse Minna FH Reavely, fille de Thomas George Wood Reavely, au château de Kinnersley en 1872. Ils ont un fils, George H. Bodley, né en 1874.

## Carrière

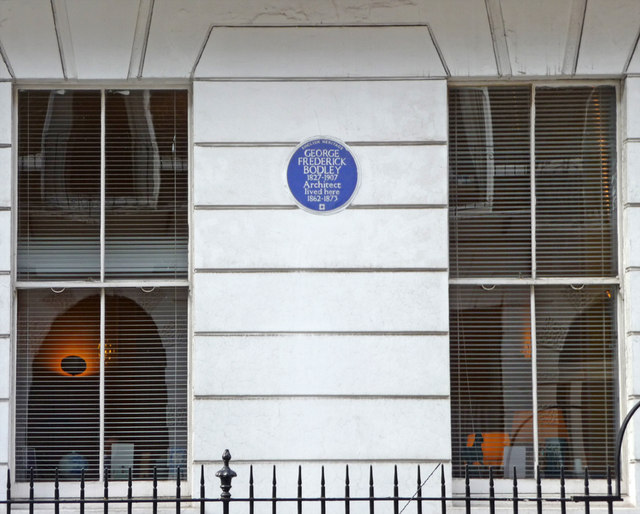
Plaque bleue sur Harley Street, Londres

Bodley est stagiaire auprès de l'architecte Sir George Gilbert Scott, un parent par alliance, sous l'influence duquel il s'imprègne de l'esprit du néo-gothique, et il est connu comme le principal représentant du gothique anglais du XIVe siècle et le principal architecte ecclésiastique d'Angleterre. Il est considéré comme le chef de file du regain d'intérêt pour le design tardif médiéval anglais et nord-européen, remarqué pour son travail de conception pionnier dans le renouveau du style Queen Anne.
Bodley fait la connaissance de William Morris à la fin des années 1850 et, dans les années 1860, ses commandes de vitraux et de décorations ecclésiastiques contribuent au succès de la firme de Morris, Morris, Marshall, Faulkner & Co., fondée en 1861. Bodley aurait conçu deux des premiers papiers peints de Morris. À la fin des années 1860, Bodley s'éloigne de Morris et, pour le vitrail, se tourne vers la société Burlison and Grylls, fondée en 1868, pour les vitraux de ses églises ultérieures, notamment l'église St Augustine, Pendlebury, près de Manchester (conçue en 1870) et l'église des Saints Anges, Hoar Cross dans le Staffordshire (conçue en 1871-1872). Bodley travaille avec son ami de toujours, le créateur de vitraux Charles Eamer Kempe (en). Ils collaborent à des projets tels que : St John the Baptist, Tuebrook à Liverpool ; Chapelle du Queens' College, Cambridge; All Saints, Danehill, East Sussex et l'église de Sainte Marie la Vierge, Clumber Park dans le Nottinghamshire.

### Partenariat avec Thomas Garner
À partir de 1869, il travaille dans le cadre d'un partenariat de vingt-huit ans avec Thomas Garner, concevant des bâtiments collégiaux à Oxford et à Cambridge, des maisons de campagne et des églises dans toutes les Îles Britanniques. Une cathédrale est achevée selon ses plans : la cathédrale St David, Hobart en Tasmanie, Australie (première conception, 1865 ; révisée en 1891 ; construction achevée en 1936). En 1906, Bodley conçoit avec son élève Henry Vaughan la cathédrale nationale de Washington à Washington, DC. Il fournit également un projet pour la cathédrale Grace, à San Francisco, mais il n'a pas été utilisé.
Outre Vaughan, les élèves de Bodley et Garner comprennent le concepteur de jardins Inigo Thomas, spécialisé dans les jardins à la française avec des plans géométriques dans les styles des XVIIe et XVIIIe siècles, qui convenaient aux maisons que Bodley et Garner rénovaient pour de riches clients.
En 1874, Bodley fonde Watts & Co avec Garner et George Gilbert Scott Jr. Bodley, Garner et Scott vivent tous sur Church Row à Hampstead dans les années 1860 et 70,.
Son travail séculier comprend les bureaux du London School Board et, en collaboration avec Garner, les nouveaux bâtiments du Magdalen College d'Oxford et de Hewell Grange dans le Worcestershire (pour Lord Windsor).

### Concours de la cathédrale de Liverpool
En 1902, Bodley est évaluateur pour le concours de conception de la cathédrale de Liverpool qui sélectionne un plan du jeune Giles Gilbert Scott. Lorsque la construction de la cathédrale commence en 1904, Bodley est nommé pour superviser le travail de Gilbert Scott, mais ne participe pas directement à sa conception.

### Travaux tardifs
L'une des dernières œuvres architecturales de Bodley est la chapelle de l'école de Bedford, dont la première pierre est posée le 18 mai 1907 par Lord St John of Bletso. La construction prend un an, la chapelle est consacrée en juillet 1908, mais à ce moment-là, Bodley est décédé. L'autre est l'église paroissiale de Saint Chad, Burton-on-Trent. Les travaux commencent en 1905 et l'église est consacrée en 1910. Après la mort de Bodley, son associé Cecil Greenwood Hare reprend le projet; sa contribution porte sur la conception d'une sacristie de chœur octogonale.
Bodley expose à la Royal Academy à partir de 1854. Il est élu associé de l'académie en 1881 et académicien à part entière en 1902.
En plus d'être architecte, il est dessinateur, connaisseur d'art, publie un volume de poèmes en 1899, inspire des œuvres d'art de peintres tels que John Melhuish Strudwick et conçoit des papiers peints et des chintz pour Watts & Co. Il est directeur principal de la Fishmongers 'Company en 1901–02. Au début de sa vie, il est proche des préraphaélites et il fait beaucoup pour améliorer le goût du public en matière de décoration et de mobilier domestiques.
Bodley est mort le 21 octobre 1907 à Water Eaton, Oxfordshire et est enterré dans le cimetière de l' église de St James, Kinnersley, Herefordshire.

## Galerie

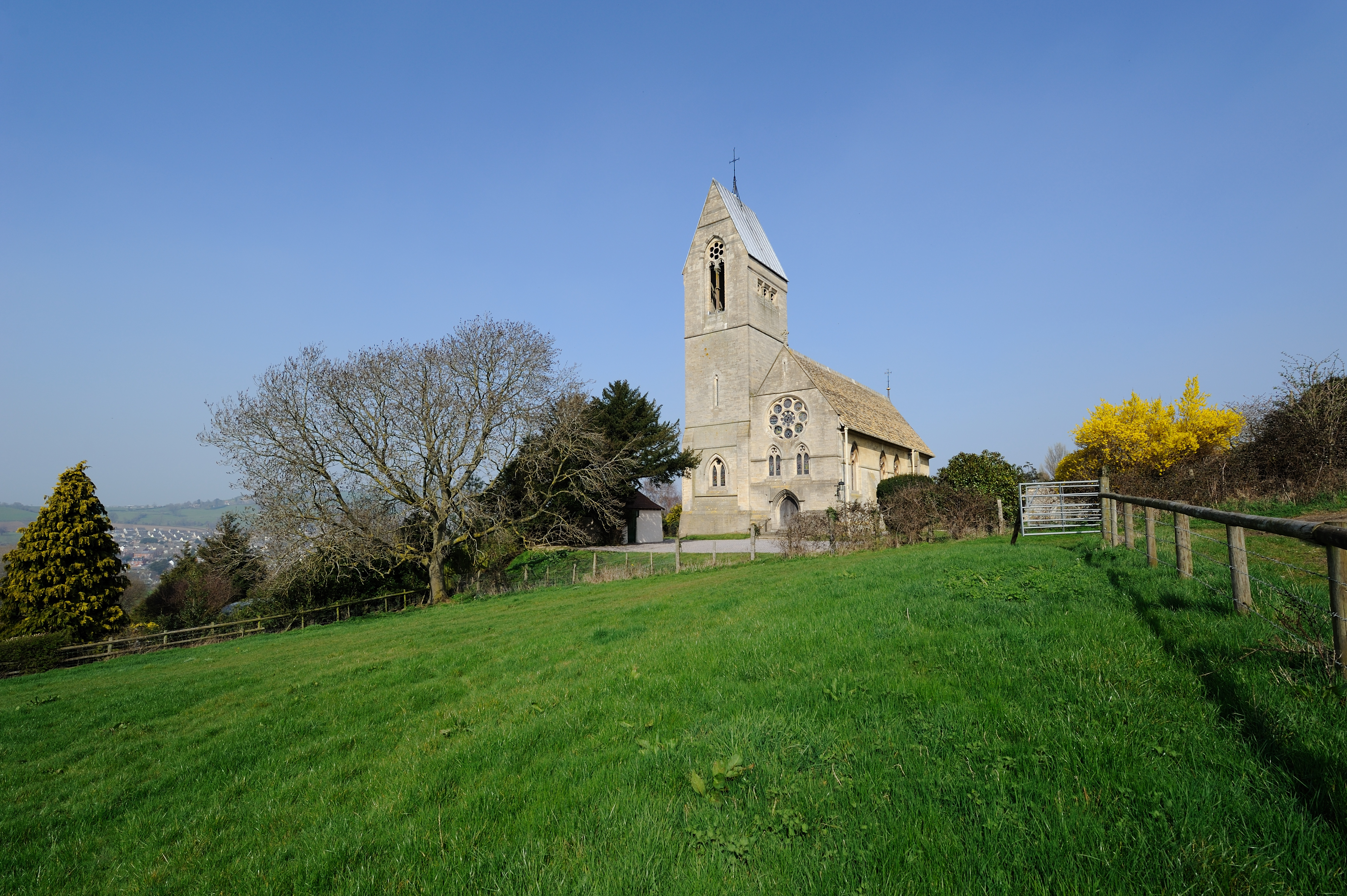
L'église de Tous les Saints, Selsley
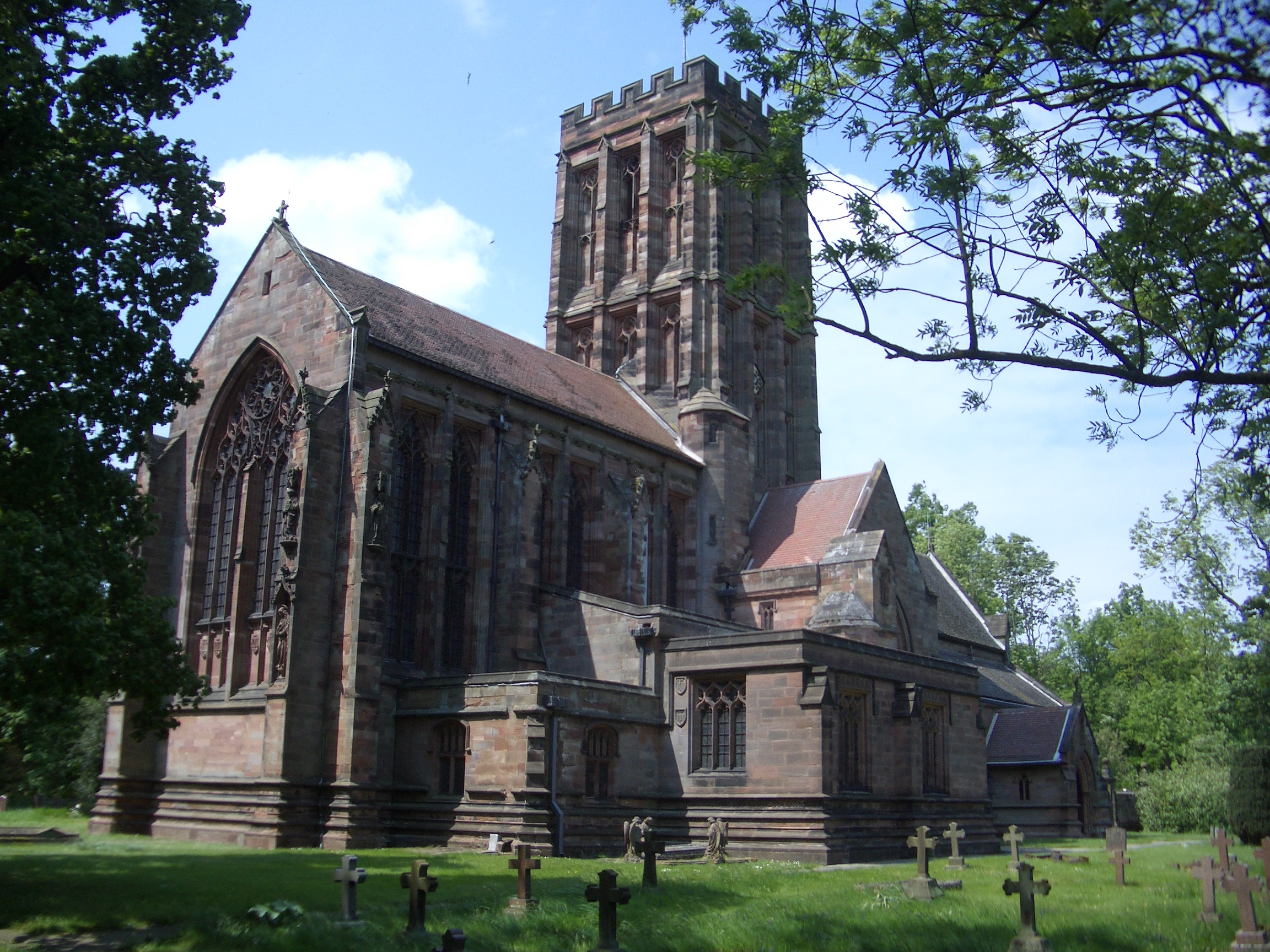
L'église des Saints-Anges, Hoar Cross
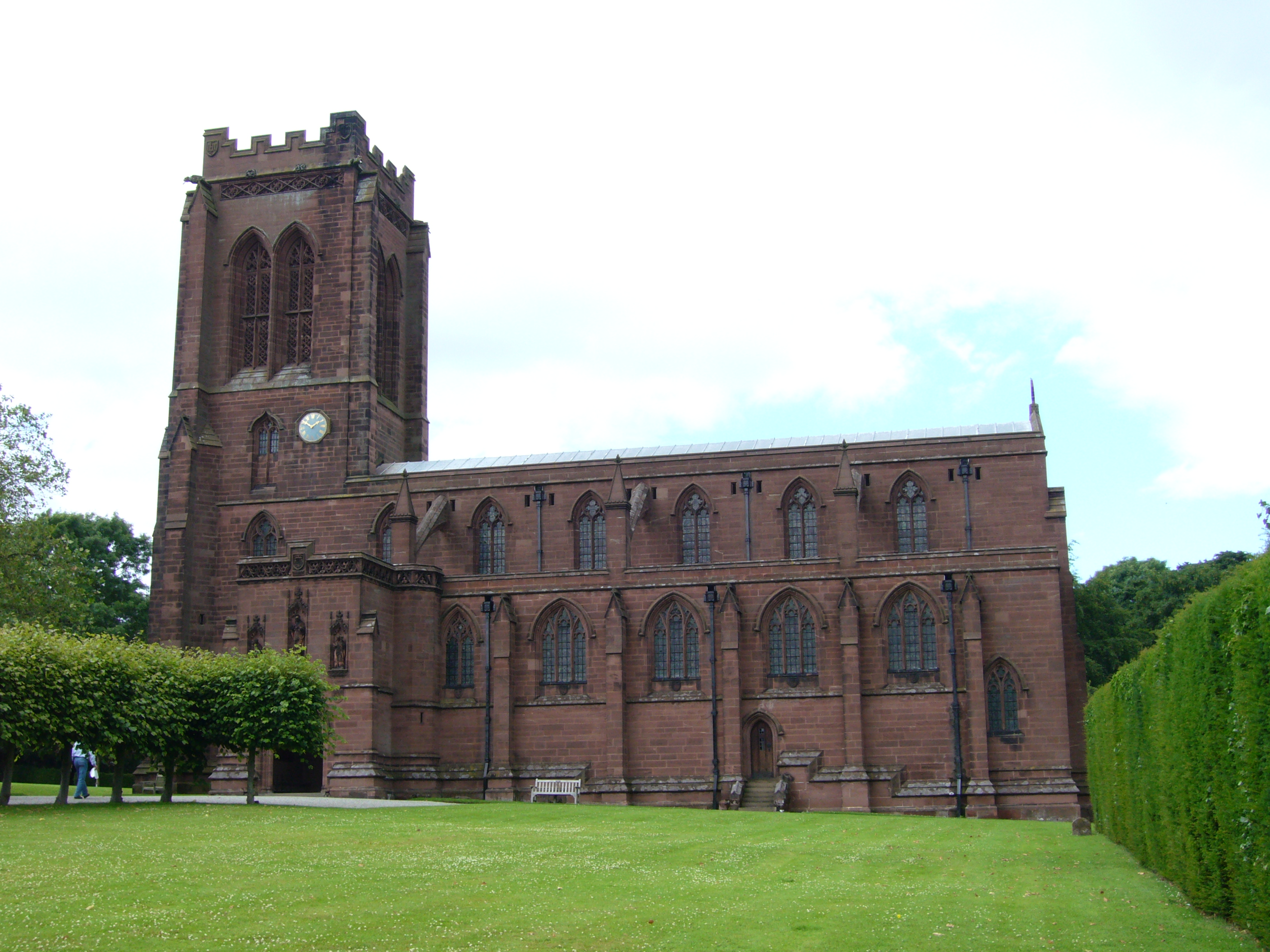
Église Sainte-Marie, Eccleston
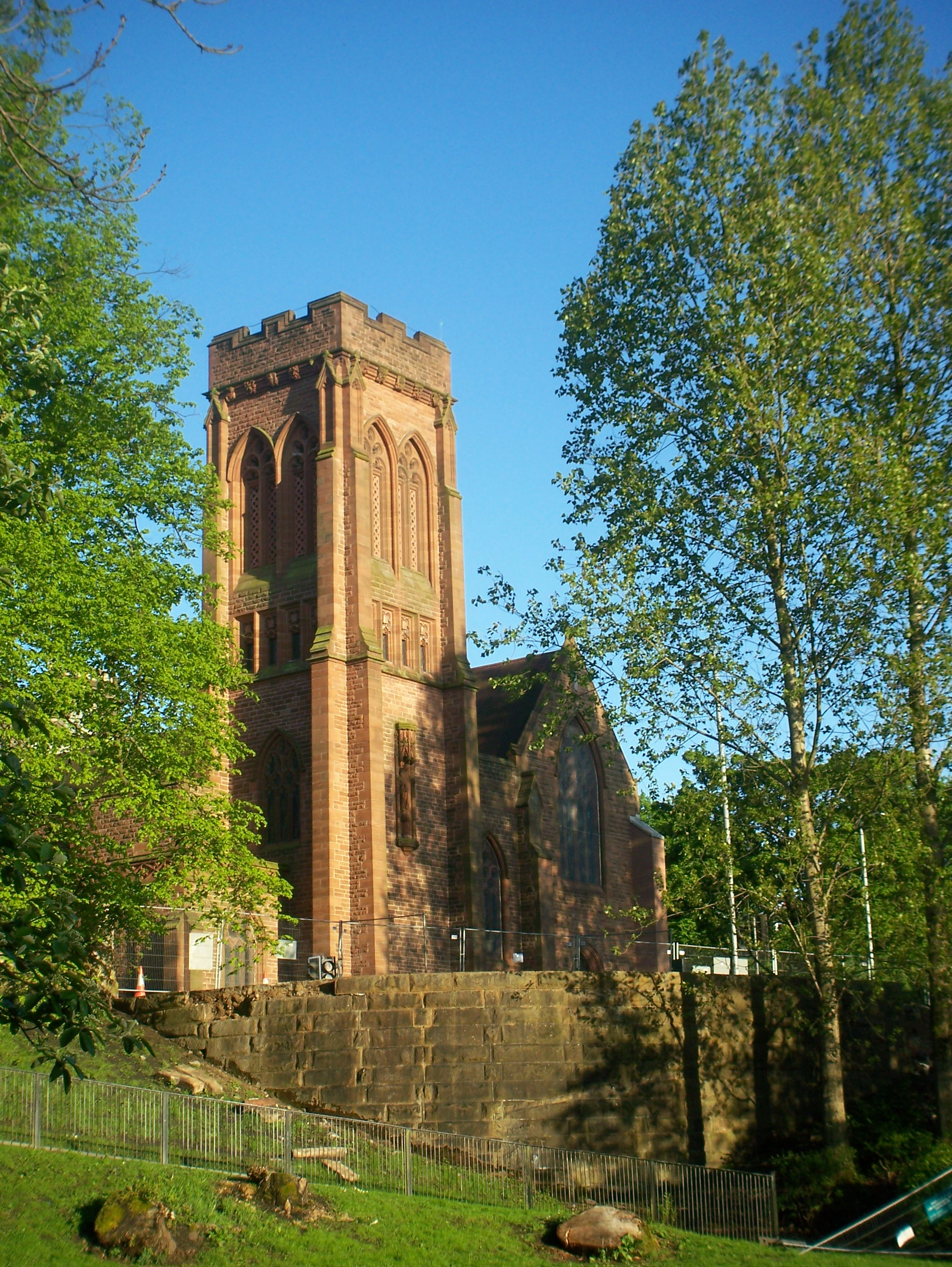
Église épiscopale St Bride, Glasgow
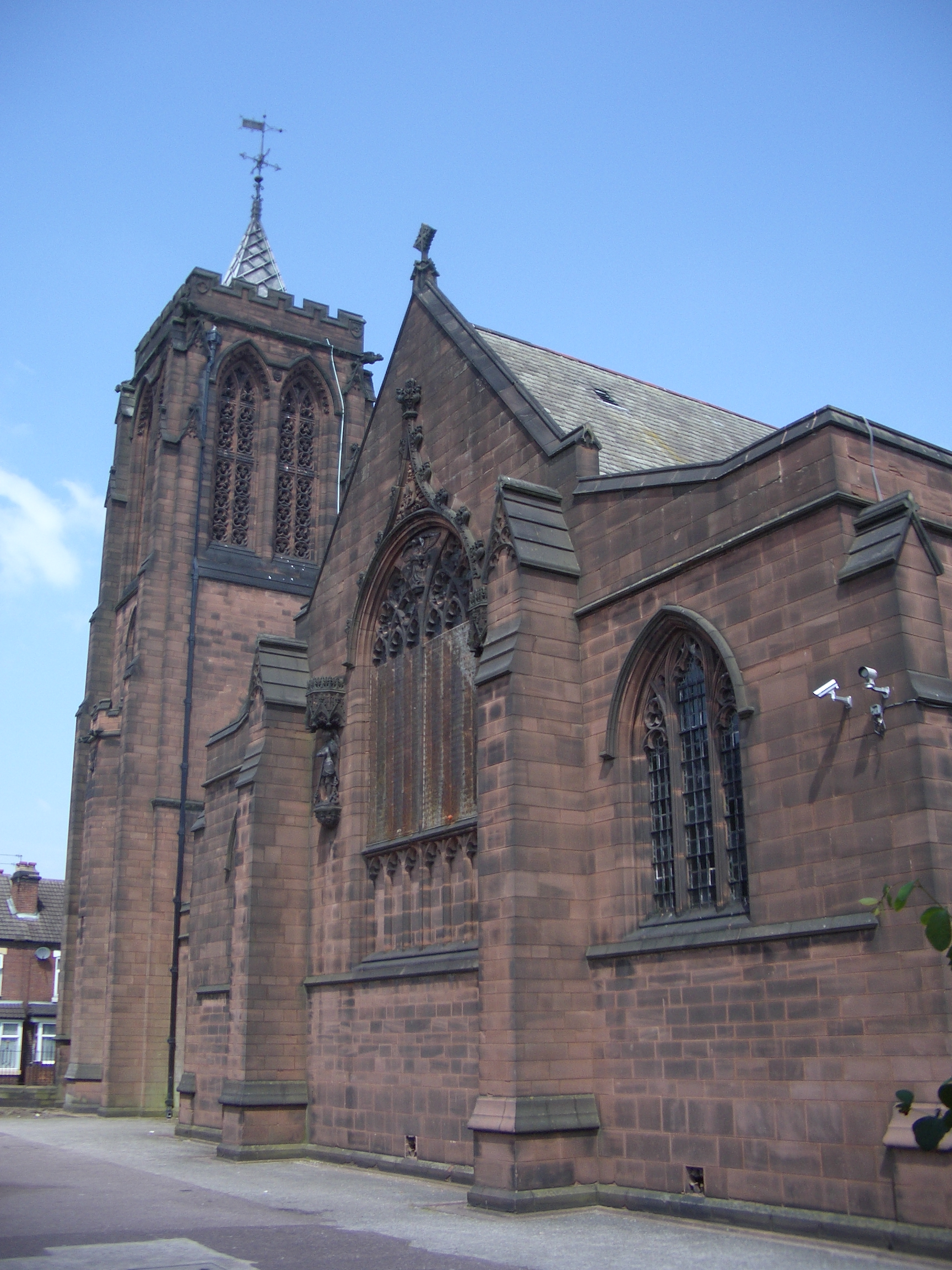
Église St Chad, Burton-on-Trent
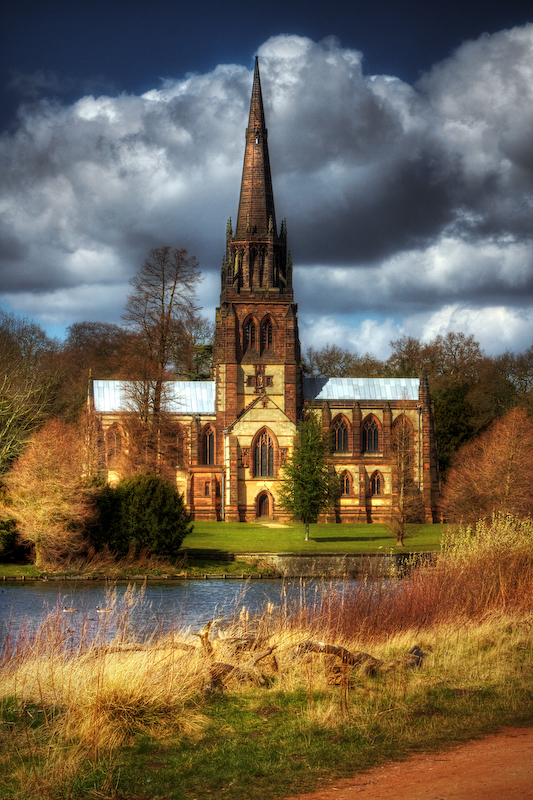
Chapelle du parc Clumber
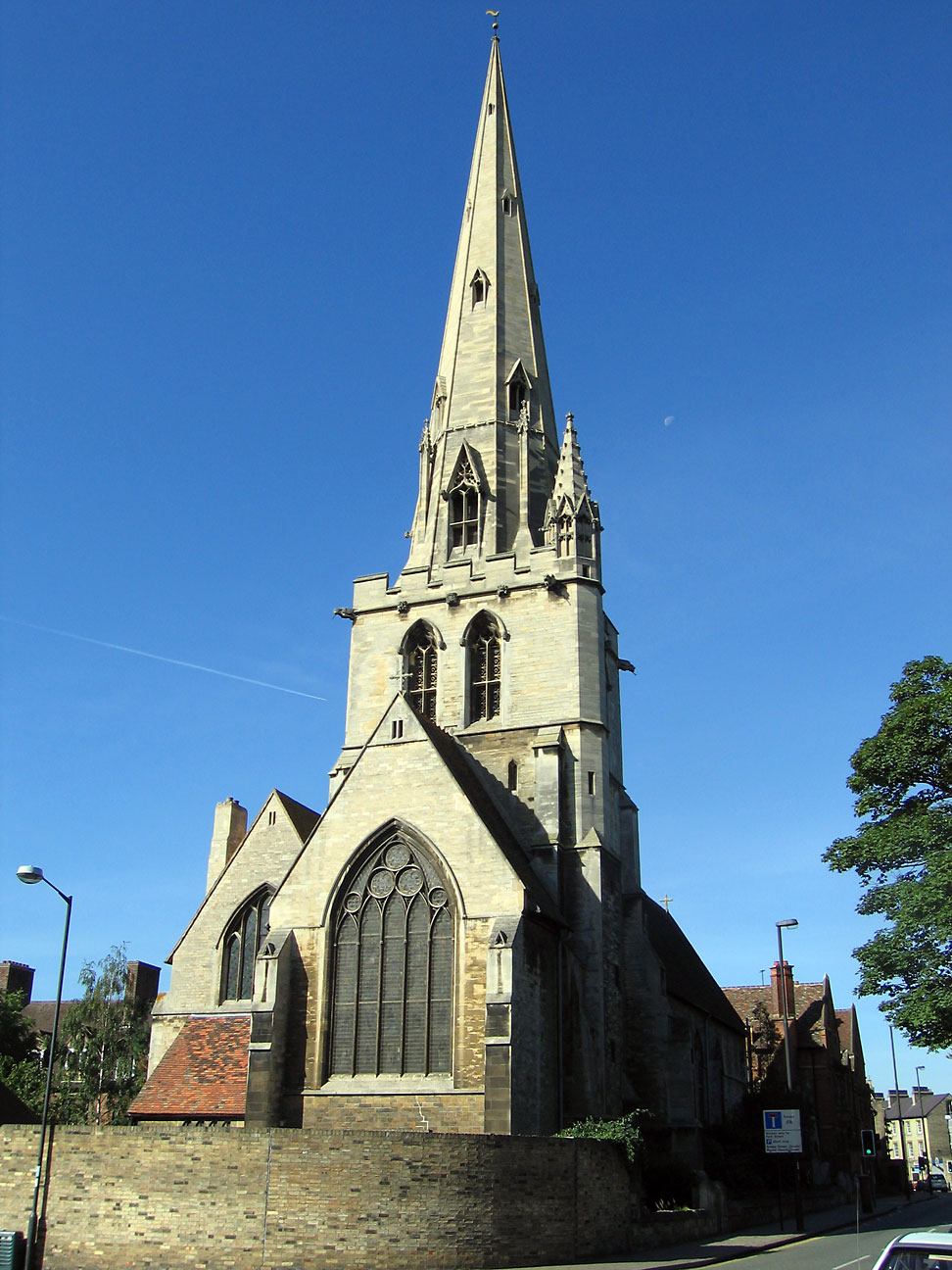
Église All Saints, Cambridge
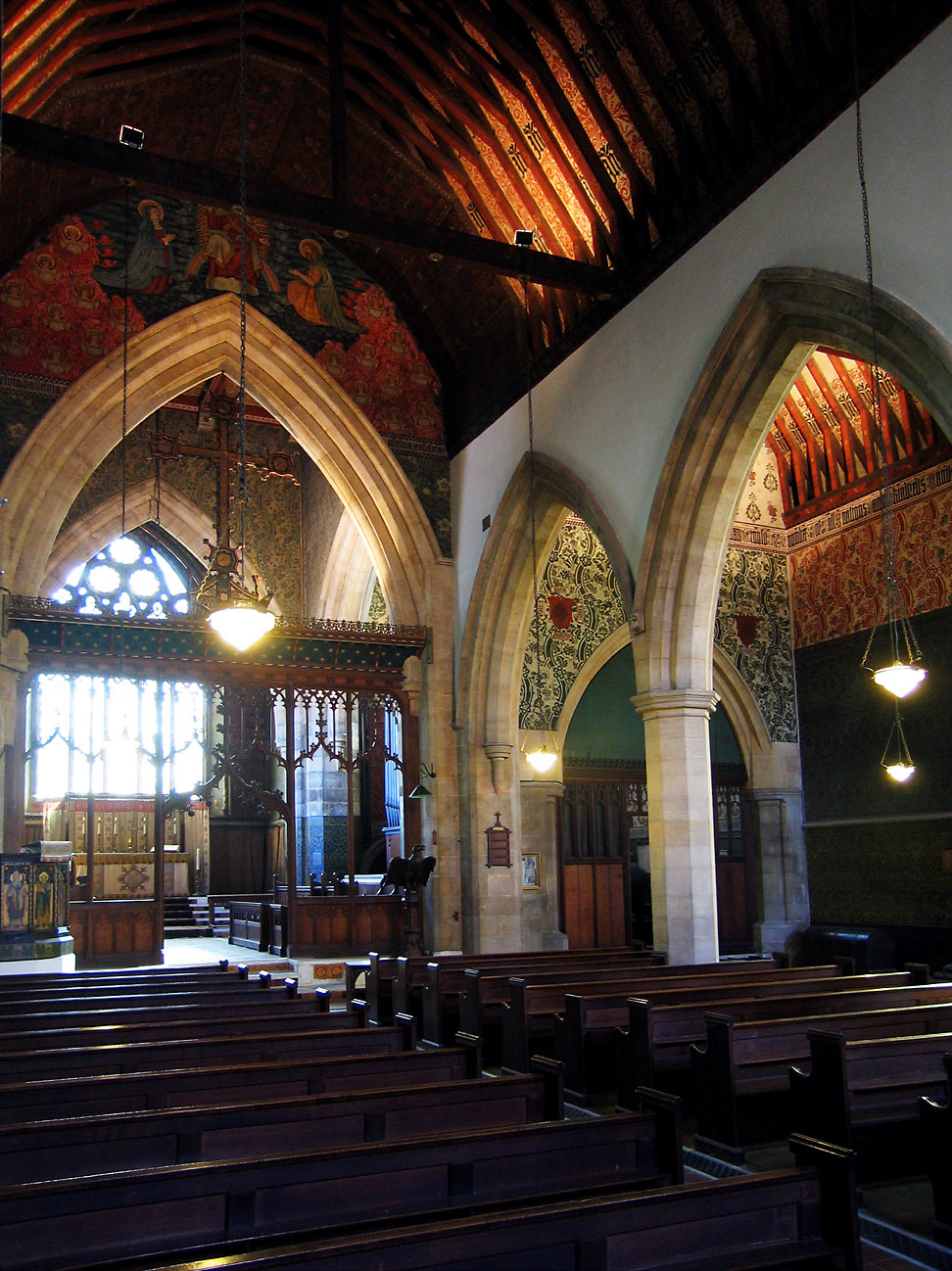
Intérieur Arts and Crafts richement décoré de All Saints', Cambridge.
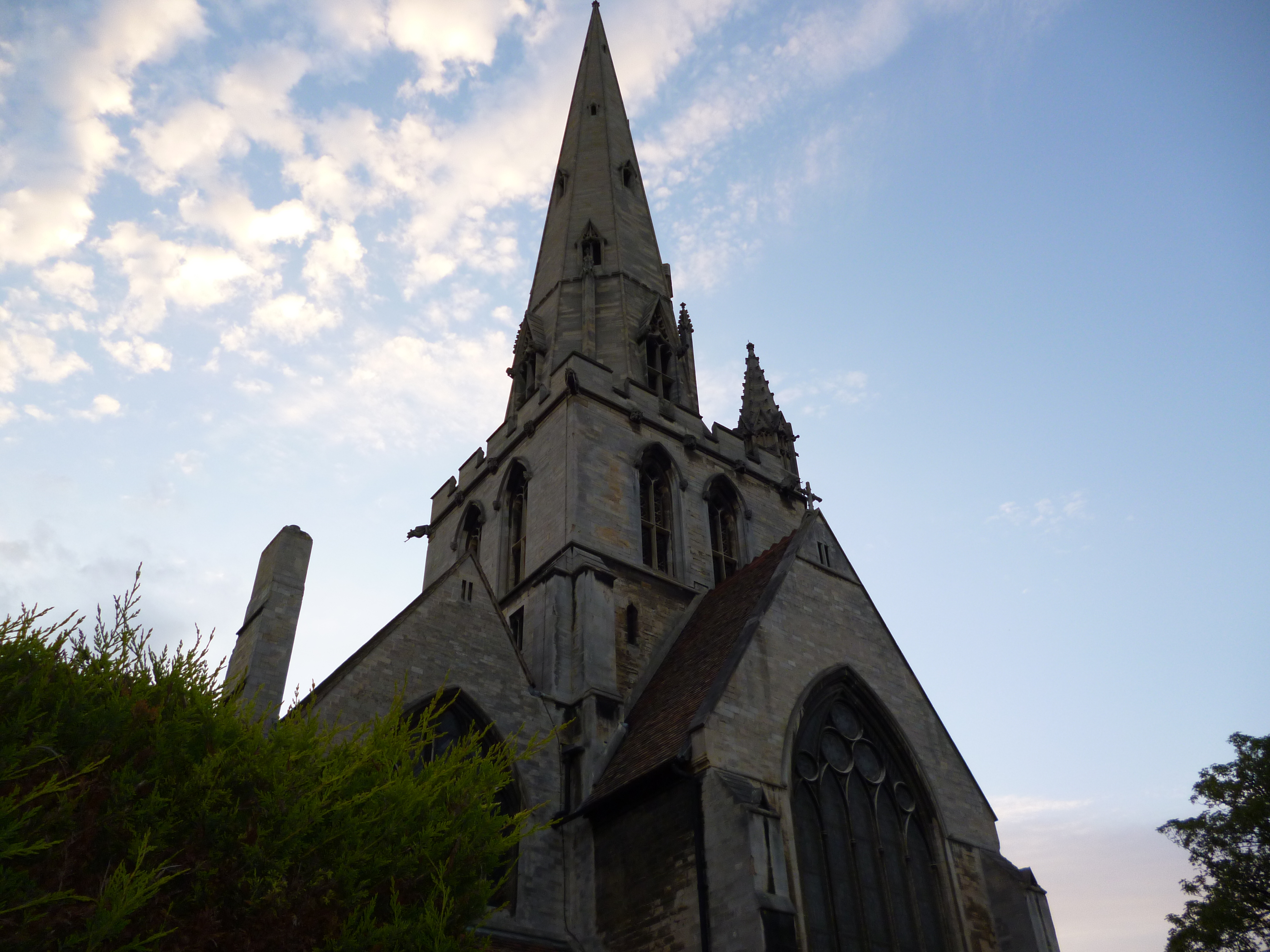
Autre vue extérieure de la Toussaint, Cambridge
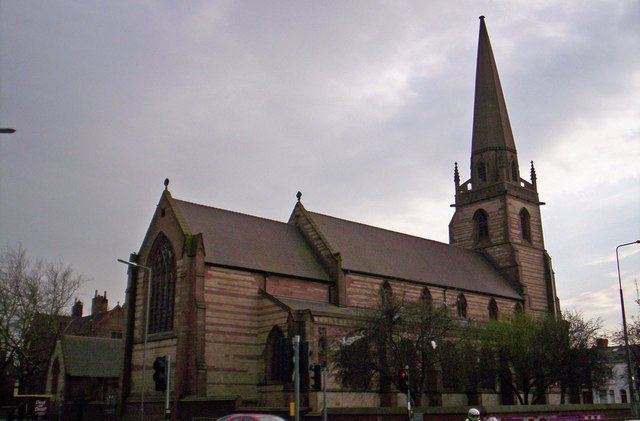
Église Saint-Jean-Baptiste, Tue Brook
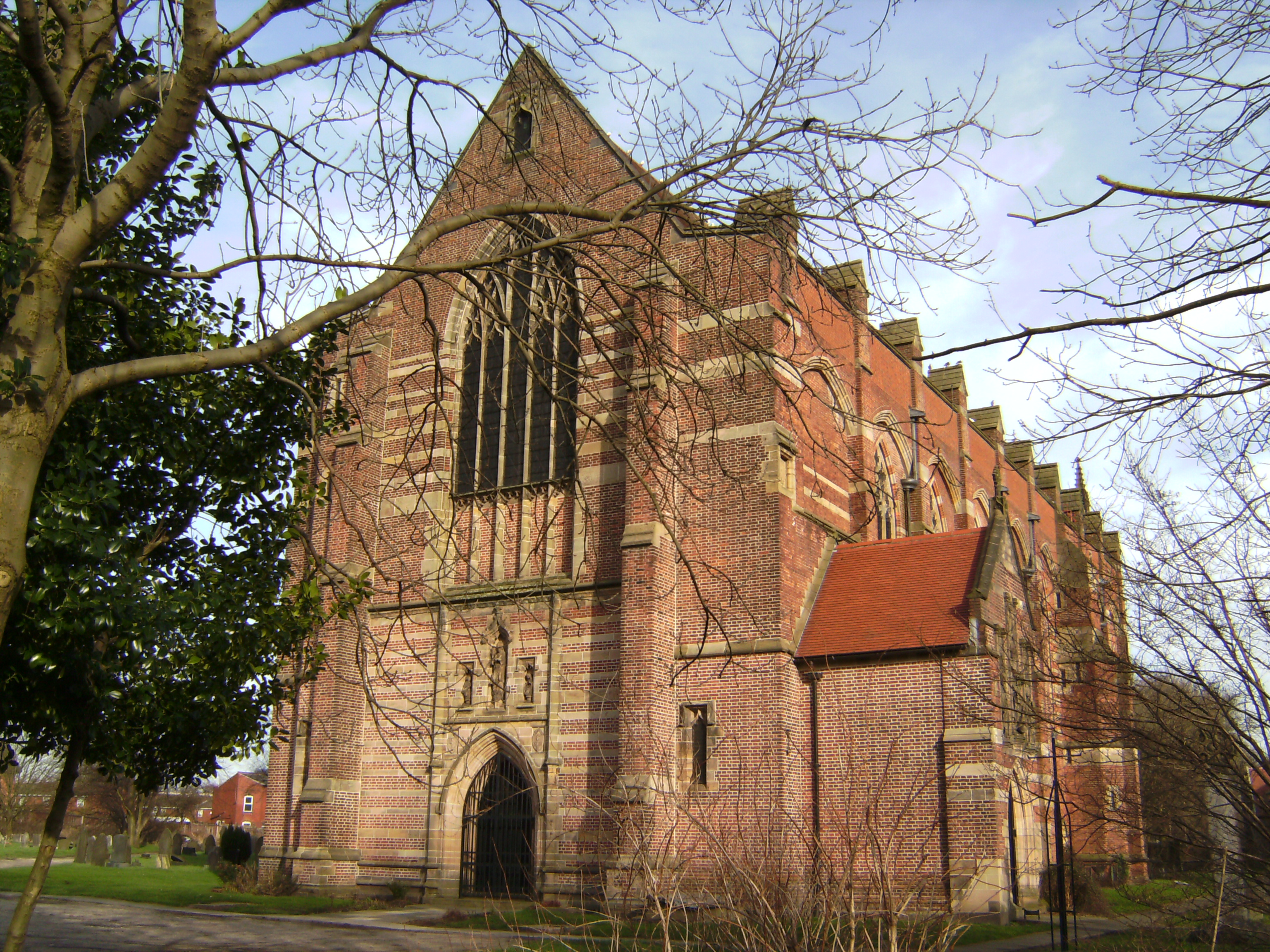
Église Saint-Augustin, Pendlebury
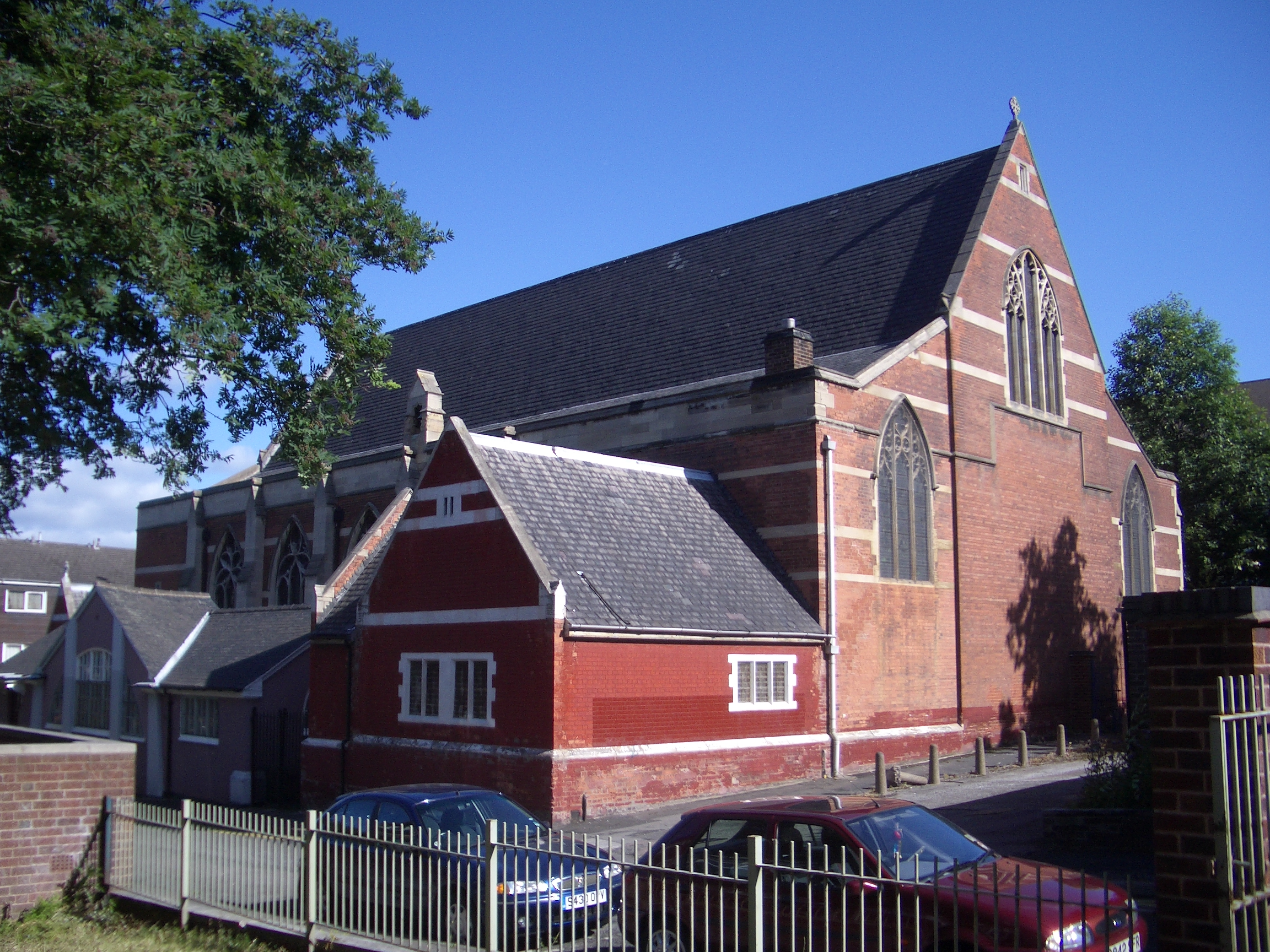
Église St Alban, Sneinton, Nottingham
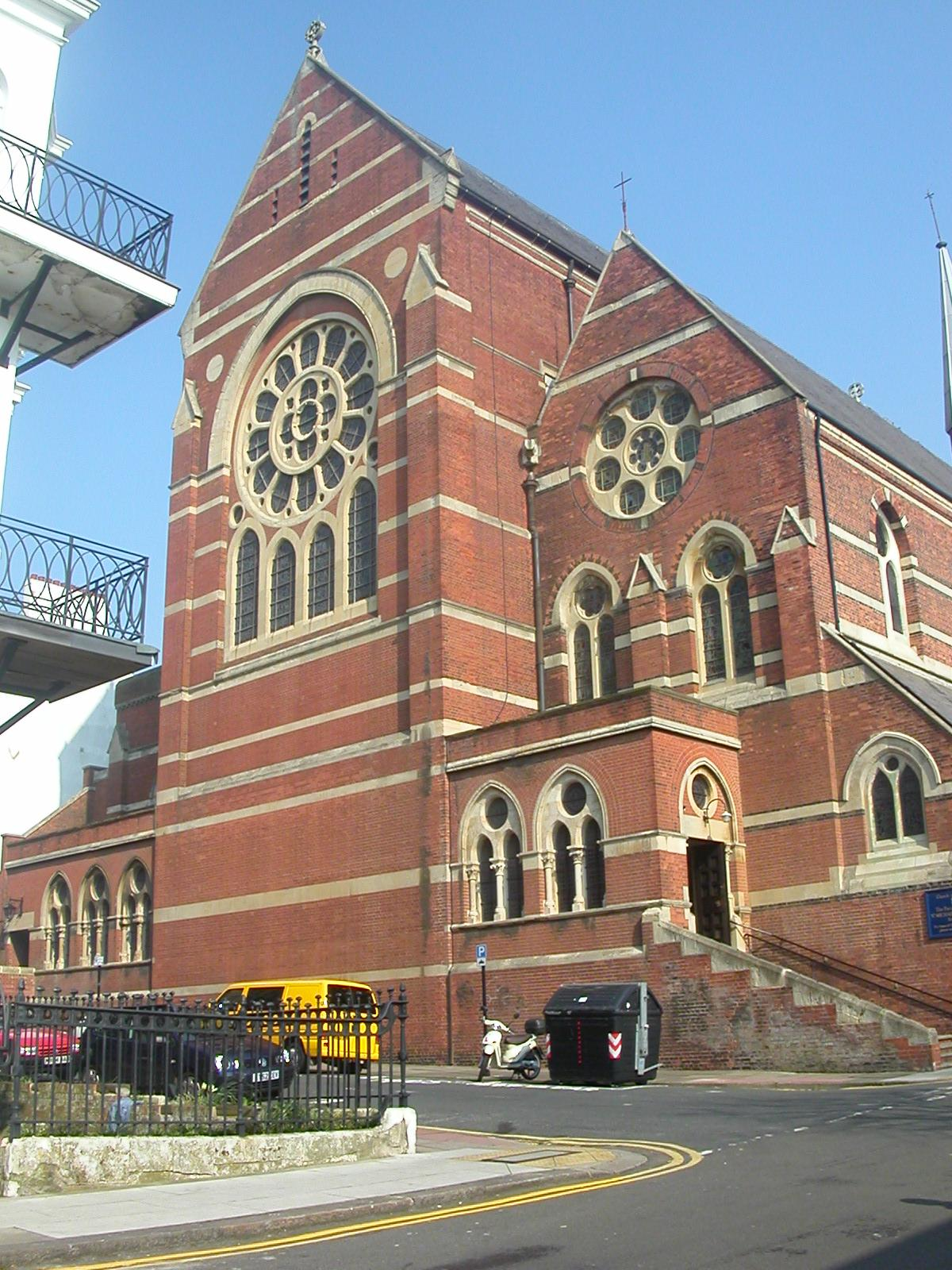
Église Saint-Michel et tous les anges, Brighton
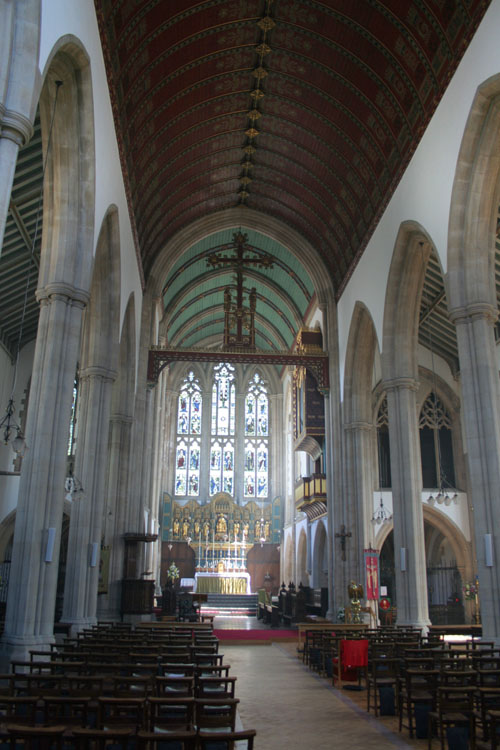
Église Saint-Germain, Cardiff (1884)
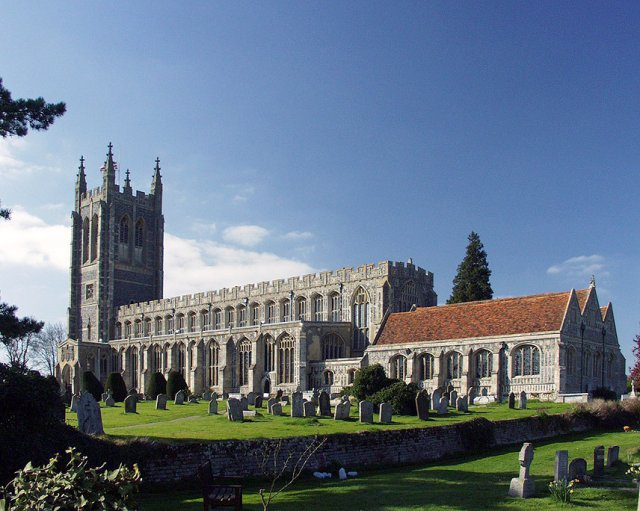
Église de la Sainte-Trinité, Long Melford
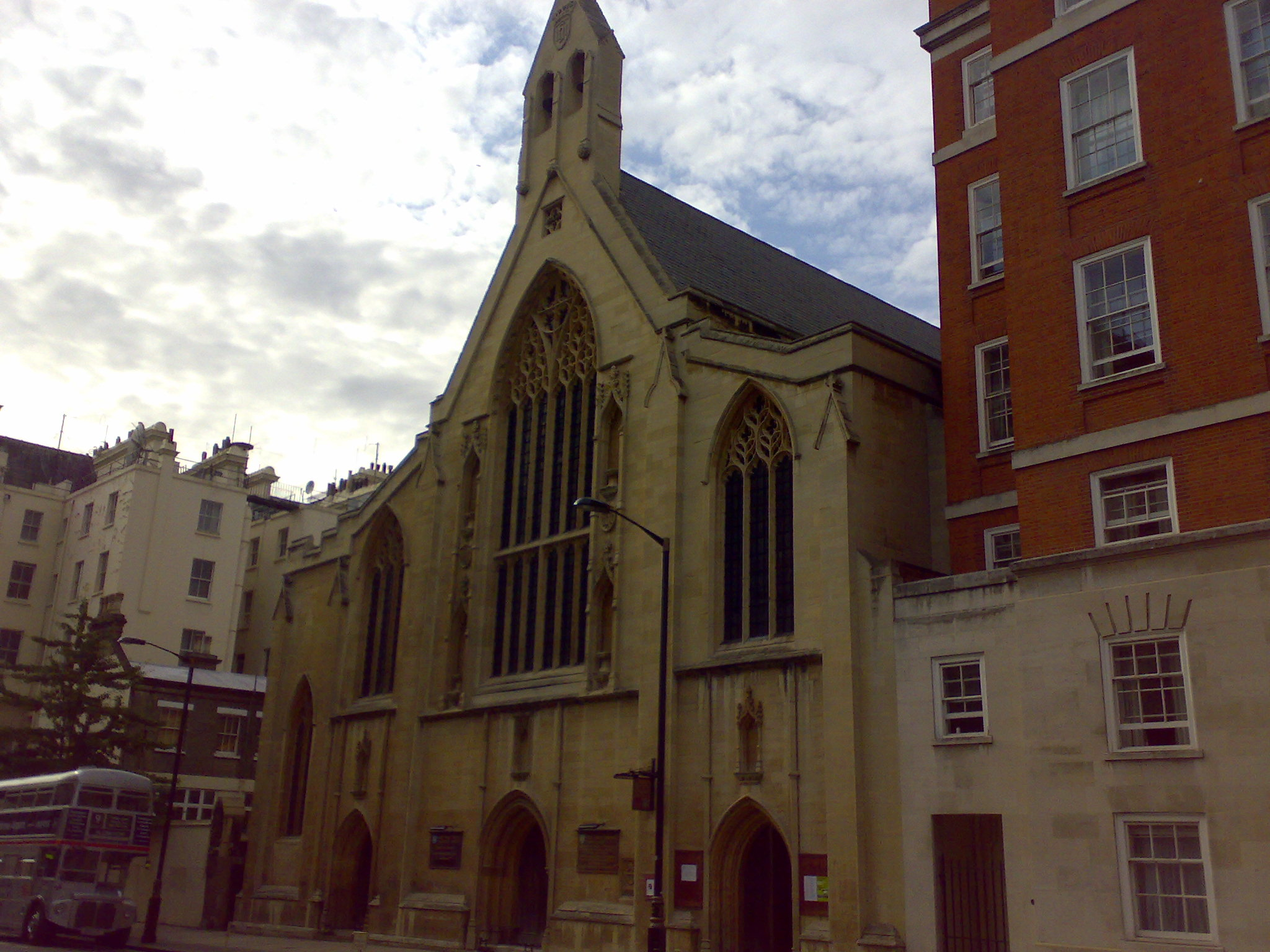
Église Holy Trinity, South Kensington
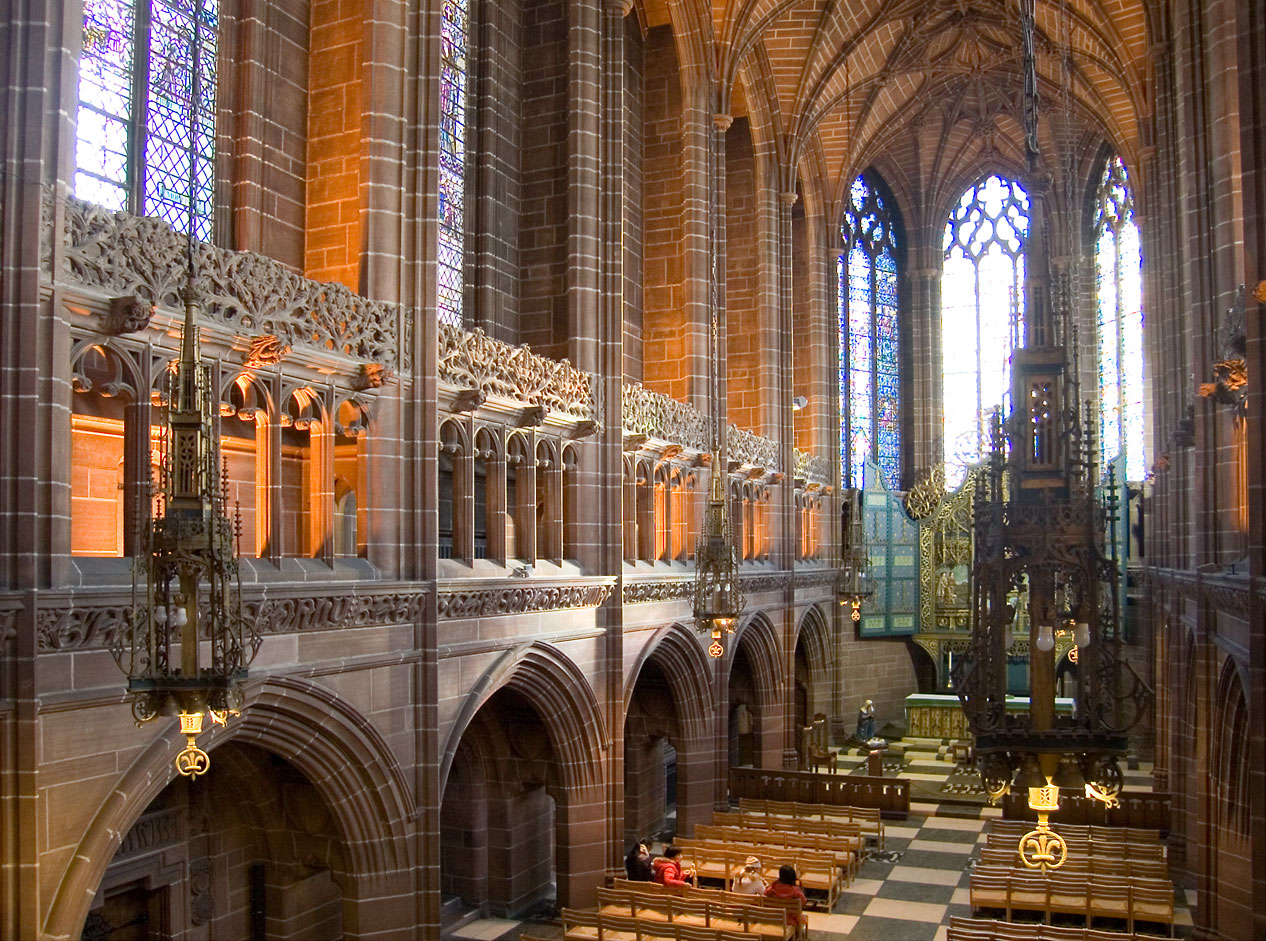
La Dame Chapelle de la cathédrale de Liverpool.
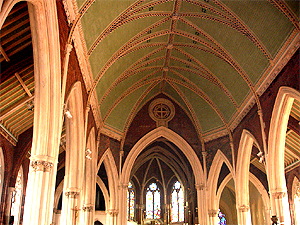
Intérieur de St John the Divine, Kennington
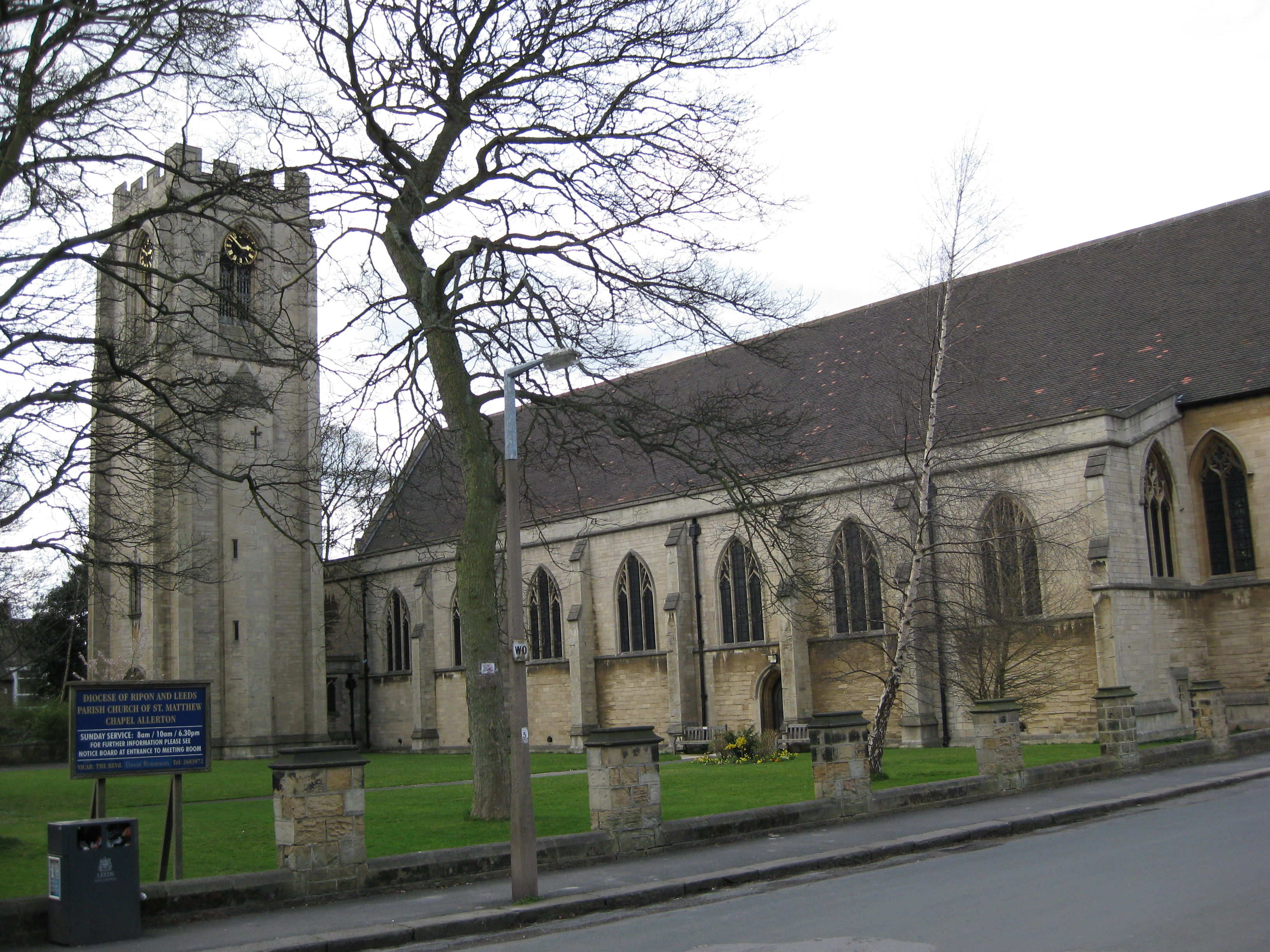
Église Saint-Matthieu, chapelle Allerton, Leeds
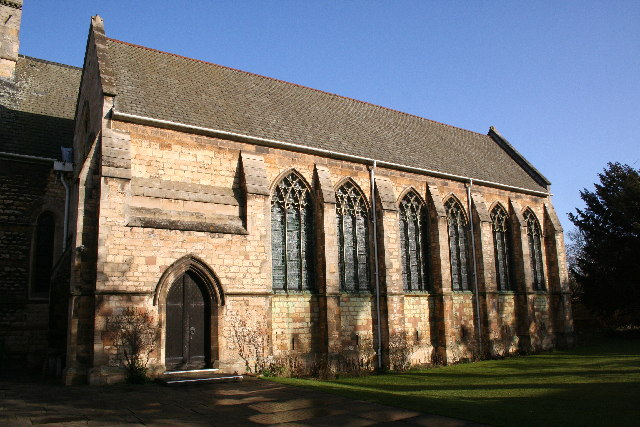
St Peter's in Eastgate, Lincoln, est l'œuvre combinée de trois éminents architectes - la nef et le chœur de Sir Arthur Blomfield (1870), le bas-côté sud de Temple Moore (1914) et la décoration du choeur de Bodley (1884).
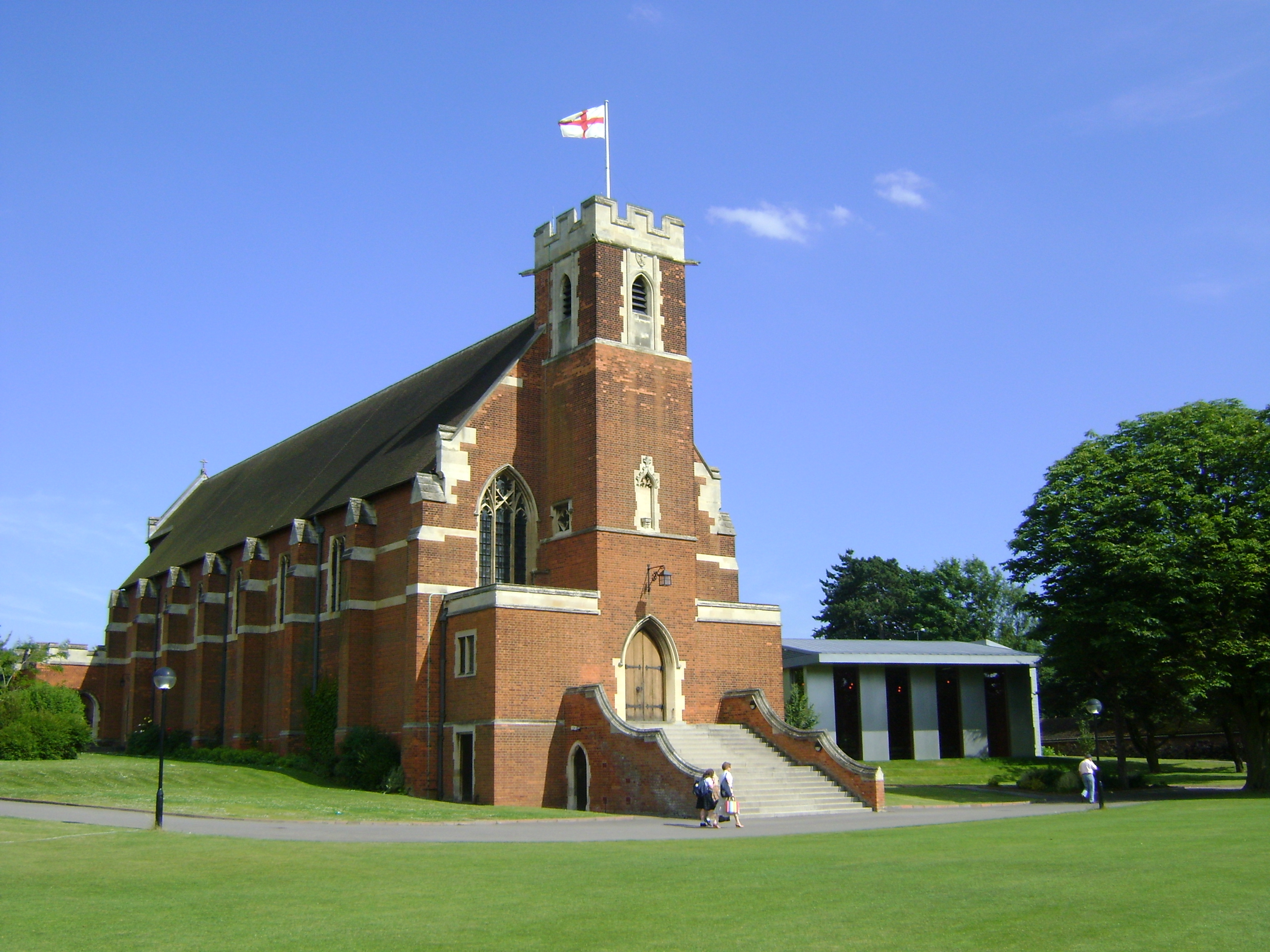
Chapelle de l'école de Bedford, 1908 - sa dernière œuvre